# دندی
دَندی یکی از شهرهای ایران در استان زنجان است. این شهر مرکز بخش انگوران (یکی از بخش‌های شهرستان ماه‌نشان)است و جمعیت این شهر بر طبق سرشماری سال ۱۳۹۵، برابر با ۴۰۸۷ نفر بوده‌است.
فاصله این شهر تا شهر زنجان در حدود ۱۰۰ کیلومتر است و در غرب زنجان قرار دارد. به فاصله ۳۰ کیلومتری غرب انگوران [معدن سرب و روی  روستای انگوران] قراردارد که یکی ازبزرگترین معادن سرب و روی جهان است.
در همسایگی دندی منطقه حفاظت شده انگوران قرار دارد که از سال ۱۳۴۹ از طرف سازمان حفاظت محیط زیست، محافظت شده اعلام شده‌است. این منطقه از لحاظ تنوع حیوانات بسیار غنی است و حیواناتی مانند خرس قهوه‌ای، پلنگ ایرانی، گرگ خاکستری، کفتار راه‌راه، گربه جنگلی، سمور جنگلی، قوچ و میش، کل و بز، آهوی گواتردار ایرانی و گراز به همراه ۱۰۰ گونه پرنده و حدود ۲۰۰ گونه گیاهی بومی آن هستند.
با توجه به وجود واحدهای صنعتی مثل شرکت کالسمین انگوران و معدن سرب و روی انگوران و شرکت فراوری مواد معدنی ایران اکثر افراد بومی در این واحدها مشغول به کار هستند.